# Брызгина, Елизавета Викторовна
Елизавета Викторовна Брызгина (укр. Єлизавета Вікторівна Бризгіна; 28 ноября 1989, Луганск, Украинская ССР) — украинская легкоатлетка, специализируется в спринте. Заслуженный мастер спорта по легкой атлетике (специализация — бег на 100 и 200 метров).

## Биография
Дочь олимпийских чемпионов Ольги и Виктора Брызгиных.
В 13 лет Елизавета переехала в город Киев к тренеру Владимиру Федорцу, приводившему к высшим олимпийским наградам её родителей. В Киеве закончила Республиканское высшее училище физической культуры.
Учится в Луганском национальном педагогическом университете им. Тараса Шевченко на факультете олимпийского профессионального спорта.
В 2007 году стала двукратной серебряной призёркой на чемпионате Европы среди юниоров в Хенгело (в беге на 200 м и эстафете 4х100 м).
В июне 2010 года признана спортсменкой месяца на Украине. В том же году  на чемпионате Европы в Бергене завоевала серебряную награду на дистанции 200 метров, установив при этом свой личный рекорд, и вместе с с партнершами в сборной команды Украины завоевала золотую медаль в эстафете 4х100 м.
В 2011 году на летней всемирной Универсиаде в г. Шэньчжэнь (Китай) получила золото в эстафете 4х100 м.
На чемпионате Европы 2010 в Барселоне стала победительницей эстафеты 4×100 м (вместе с Олесей Повх, Натальей Погребняк и Марией Ремень), также завоевала серебряную награду в беге на 200 м.
На Олимпийских Играх-2012 в Лондоне стала бронзовым призёром в эстафете 4×100 м с рекордом Украины — 42,04 сек.
В сентябре 2013 года в допинг-пробе у Елизаветы Брызгиной было выявлено запрещённого препарата дростанолона. Она была дисквалифицирована на два года, начиная с 28 августа 2013 года. Елизавета Брызгина, согласившись с наказанием, заявила, что тоже сознательно не принимала ни одного препарата.
В сентябре 2015 года Елизавета вернулась в спорт после дисквалификации, показав на соревнованиях в итальянском Бергамо последний результат в беге на 100 метров — 12,22 сек.
У Елизаветы есть младшая сестра Анастасия.

## Личные рекорды
| Дата            | Событие          | Город              | Время (с) |
| --------------- | ---------------- | ------------------ | --------- |
| 19 июня, 2007   | 100 м            | Киев, Украина      | 11,44     |
| 31 июля, 2010   | 200 м            | Барселона, Испания | 22,44     |
| 1 августа, 2010 | 4х100 м эстафета | Барселона, Испания | 42,29     |

## Награды
- Орден княгини Ольги ІІІ степени (2012) – за достижение высоких спортивных результатов на ХХХ Олимпийских играх в Лондоне: за проявленную самоотверженность и волю к победе, повышение международного авторитета Украины[4][8]